# Мункачи, Михай
Ми́хай Му́нкачи (венг. Munkácsy Mihály; наст. фамилия — Либ (Lieb); 20 февраля 1844, Мункач — 1 мая 1900, Эндених) — венгерский художник реалистического направления, мастер портретной, жанровой и исторической живописи.

## Биография

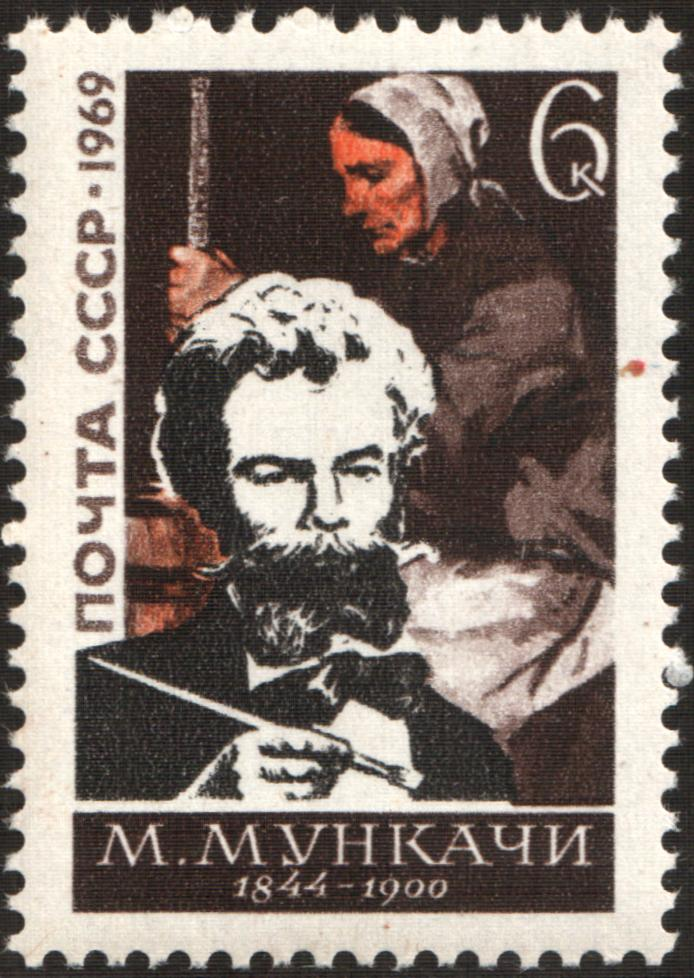
Марка СССР 1969 г.ː Мункачи и «Женщина, взбивающая масло». Серияː 125-летие со дня рождения венгерского художника Михая Мункачи (1844—1900).

Михай Либ родился в семье бедного сельского чиновника баварского происхождения и рано лишился родителей. Первые уроки живописи Михай усвоил у бродячего художника Элека Шамози. Затем в Будапеште он заручился поддержкой известного художника Антала Лигети и получил стипендию, позволившую учиться за границей. В 1865 году отправился в Вену, где в течение года учился в Академии художеств у Карла Раля. Затем ещё около года занимался в Мюнхене у Франца Адама, ещё год в Дюссельдорфе у Людвига Кнауса и Бенжамина Вотье. В этот период он побывал также в Париже, где познакомился с новейшими достижениями французской живописи. В качестве псевдонима художник выбрал название своего родного города.
В 1869 году Мункачи написал картину «Камера смертника», которая была показана на Парижском салоне в 1870 году, получила золотую медаль и принесла автору известность. Вскоре Мункачи переселился в Париж и долгое время работал там. В 1890-х годах здоровье художника пошатнулось — он страдал от душевного расстройства и от сифилиса. Мункачи скончался 1 мая 1900 года в психиатрической лечебнице в Энденихе под Бонном. Похоронен на кладбище Керепеши в Будапеште. Памятник на могиле Мункачи создал венгерский скульптор Эде Тельч. Обширная коллекция работ Мункачи ныне находится в Венгерской национальной галерее в Будапеште.

## Произведения
- «Гроза в степи», 1867;
- «Камера смертника», 1869;
- «Щипательницы корпии», 1871;
- «Ночные бродяги», 1873;
- «Ласло Паал», около 1876—77;

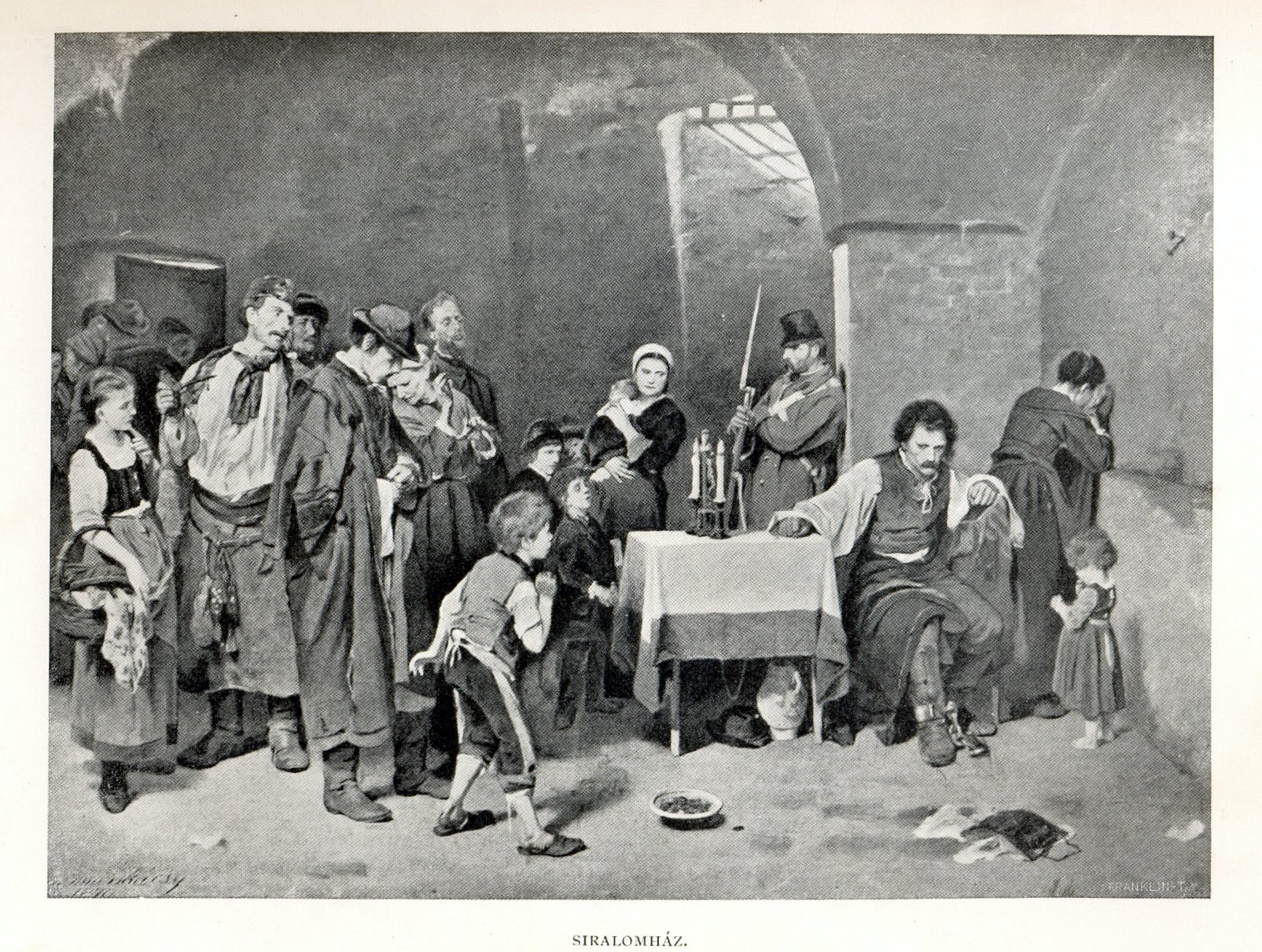
М. Мункачи. «Камера смертника»

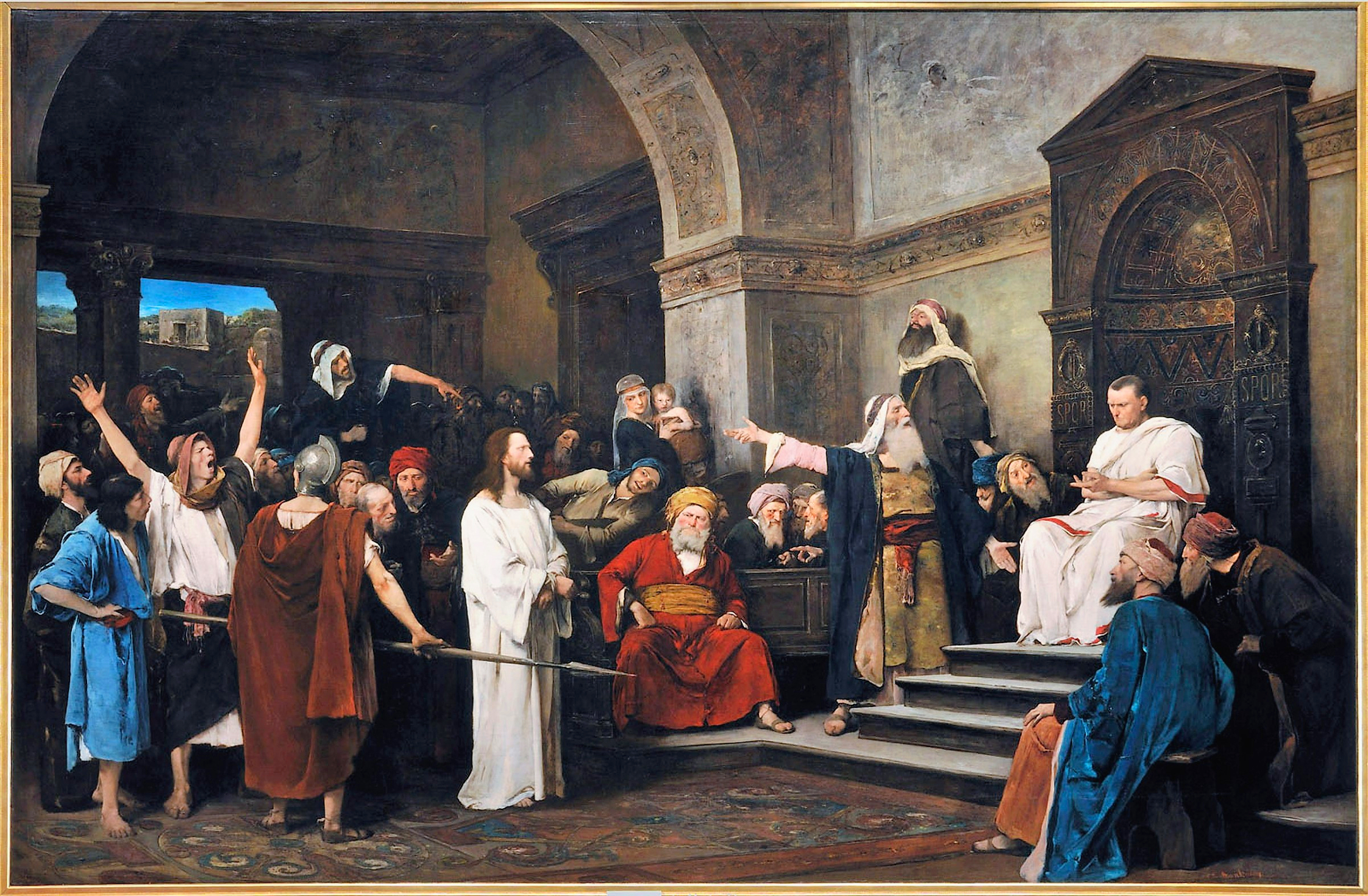
М. Мункачи. «Христос перед Пилатом»

- «Мильтон, диктующий дочерям поэму „Потерянный рай“», 1878, библиотека Леннокс, Нью-Йорк;
- «Умирающий Моцарт», 1886, частное собрание, Детройт;
- «Христос перед Пилатом», 1881;
- «Кровавый ритуал», между 1882 и 1887 гг.[4]
- «Голгофа», 1884;
- «Забастовка», 1895;
- «Се человек», 1896